# 青天白日勲章
青天白日勳章，または青天白日大藍綬帶は，中華民国の勲章。保家衛国と外侮への抵抗に功のあるとされた軍人へ授与される。軍人を対象とした勲章では国光勲章の次に名誉ある勲章であり、創設以降これまで210人に授与されてきた。
民國十八年（1929年）5月15日国民政府により公布された《陸海空軍勳章條例》（現《陸海空軍勳賞條例》）により制定。

## 受章資格
外侮を防ぎ、保衛国家を維持し、著しい戦功をあげた陸海空軍の軍人に授与される。受章資格は以下の9つに分類される。
1. 適切な戦略、戦術に則り、大勝利を収めた者。
2. 戦場において適正な処置を行い、全軍あるいは一部隊において重要となる勝利を獲得した者。
3. 大きな危険を冒してでも前進し、重要な敵を発見し、完全な勝利を収めた者。
4. 最も窮地に陥った時、毅然として奮起し、形勢を挽回せしめた者。
5. 戦場での後方勤務や事務処理に進んで最も優れた成績を収めた者。
6. 敵の設置した水雷あるいは障害物の破壊除去を進んで行い、戦艦の進路を開導せしめた者。
7. 多数の船舶を護送する我が軍艦が敵優勢艦隊に遭遇するも、戦闘後に護送船舶を安全にその目的地に到達せしめた者。
8. 空中戦において四機以上の撃墜、または地上の敵機六機以上を破壊した者。
9. 爆撃により敵の高級司令部、兵工廠等の重要拠点、もしくは巡洋艦・駆逐艦等を大破轟沈せしめたと確実に証明できる者。

中台関係が緩和して以降は、主に国防部部長や参謀総長などの軍のトップに授与される慣習となっている。

## 形状
勲章の形状及び佩用方法は1980年12月19日修正の陸海空軍勳賞條例施行細則に基づく。正（星章）、副（綬章）、大綬帯及び小礼服飾章と略綬より成る。材質は銀に金をメッキしたもので、表面には琺瑯も含む。中心には青天白日国章が配され、国の代表を表す。四周の光芒は受章者が外侮を防ぎ敵に打ち勝ち、国家に仕える光輝四耀の功勲を象徴する。 民間を対象とする采玉大勲章も同様に中華民国の国章を図案に用いているため、しばし混同される原因となる。

## 綬帯
- 民國二十四年（1935年）6月15日《陸海空軍勳賞條例》により襟綬を追加。有表、等級なし。
- 民國六十九年（1980年）12月19日、陸海空軍勳賞條例施行細則改正。これにより大綬を採用。
- 綬帯の色：中央には白線一条，外側には各一の赤窄条。赤、白条の間には一条の青い窄条を有する。

礼装に佩用する場合、正章を左襟中部に佩用し、大綬は右肩から左肘下にたすき掛けする。常装に佩用する場合は略綬とする。他の勲章と並佩する場合、その順番は国光勲章の後、一等宝鼎勲章の前である。

## エピソード

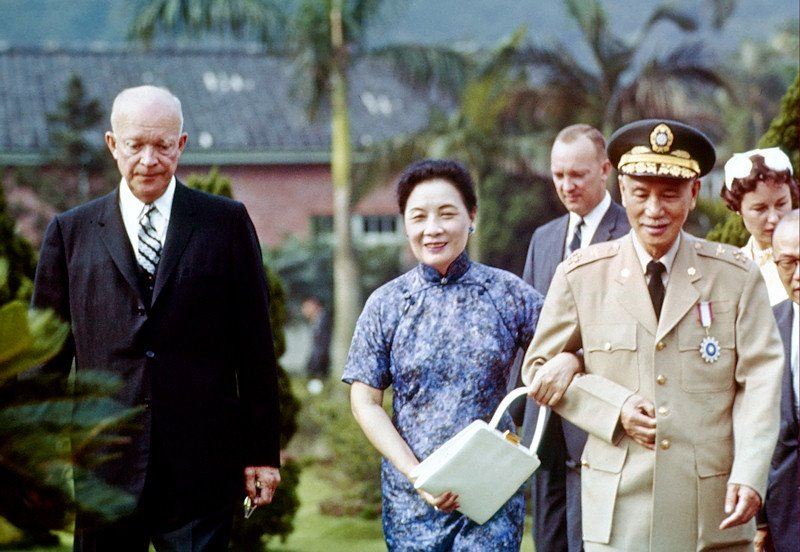
米大統領アイゼンハワーと会見する蔣介石。左胸に正章を佩用（1960年6月）

- 青天白日勲章を受章される事は絶大な影響力があり、国共内戦で敗死した将軍黄百韜（中国語版）の子が殺人を犯し死刑判決を受けたが[1]、父の青天白日勲章受章に免じ終身刑に恩赦された事がある[2]。この事からしばしば漢代に劉邦が制定した栄典になぞらえ「免死金牌（中国語版）」と揶揄される事もある[3]。
- 蔣介石はとりわけこの勲章を好み、常服であっても頻繁に佩用していた。そのため彼専用に複数製造されていた（特壱青天白日勲章（中国語版））が、そのうちの一つが国外に流出し、2012年8月24日、香港のオークションに出品された。当初偽物ではないかとの疑いから買い手が付かなかったものの[4]、その後鑑定家の手により本物であることが証明。翌2013年7月6日に行われた2回目の競売にて720万香港ドル（8200万円）で落札された[5]。